# Proton (Rakete)

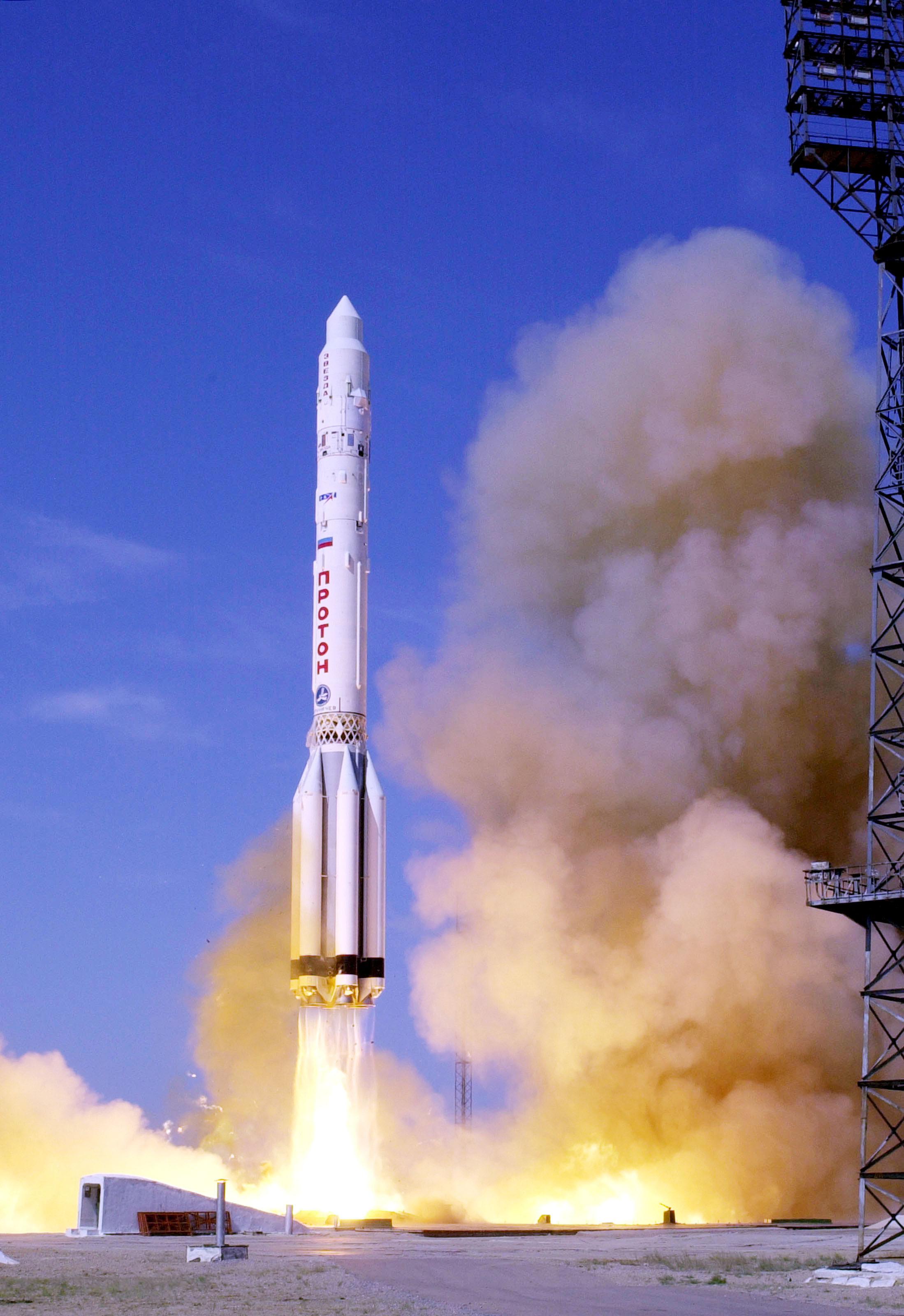
Start einer Proton-K, die das Modul Swesda zur Internationalen Raumstation ISS befördert (Juli 2000)

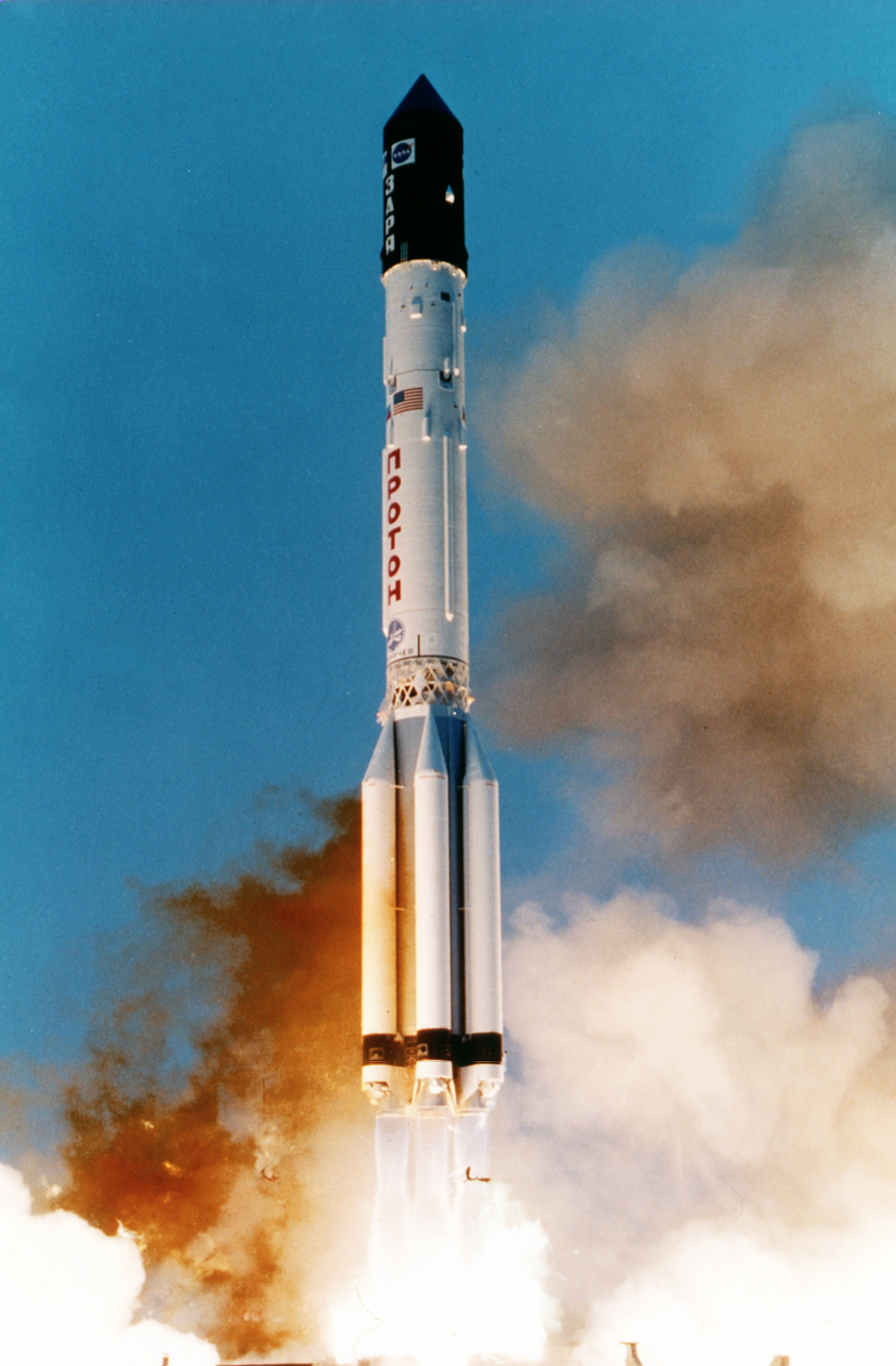
Start einer Proton-K mit dem ISS-Modul Sarja (Baikonur, 1998)

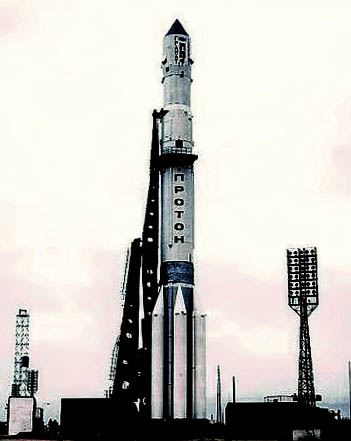
Eine vierstufige Proton-K/Blok-D mit dem Granat-Weltraumteleskop (Baikonur, 1989)

Die Proton (russisch Протон, bekannt auch als UR-500, GRAU-Index 8K82) ist eine russische Trägerrakete, die zum Starten schwerer Nutzlasten (z. B. Raumstations-Module) und geostationärer Satelliten sowie schwerer interplanetarer Raumsonden verwendet wird.

## Entwicklung und Einsatz
Die Rakete entstand in der ersten Hälfte der 1960er Jahre zunächst als ein Entwurf einer superschweren Interkontinentalrakete, die vermutlich dem Transport von 30- bis 100-Megatonnen-Sprengköpfen im Rahmen des Global-Rocket-2-Programms des sowjetischen Militärs dienen sollte. Ein entsprechender Auftrag an das OKB-52 erging (per Regierungsbeschluss Nr. 409-183) am 29. April 1962. Auf Betreiben Wladimir Tschelomeis, des Leiters des OKB-52, kam mit einem Regierungsbeschluss vom 3. August 1964 (Nr. 655-268) ein bemanntes Mondumrundungsprojekt mit einem im OKB-52 speziell zu entwickelnden Raumschiff (LK) als ziviler Einsatz hinzu. Nachdem das militärische Projekt der UR-500 mit Wirkung vom 15. Mai 1965 aufgegeben wurde, entschied eine Expertenkommission im August, auch das Mondraumschiff LK zu streichen. Die UR-500 stand trotz des mittlerweile erfolgreichen Erststarts am 16. Juli 1965 ohne Nutzlast da. Dank des Eingreifens von Akademiepräsident Mstislaw Keldysch fand die leistungsstarke Rakete nun doch im bemannten Mondprogramm weitere Verwendung. Auf die von ihm initiierte Empfehlung der Expertenkommission hin wurde die Zusammenlegung der konkurrierenden Mondumrundungsprogramme des OKB-52, welches die UR-500 weiterhin als Träger bereitstellen sollte, und des OKB-1, von dem eine modifizierte Version des in einer reifen Phase der Entwicklung befindlichen Sojus-Raumschiffes verwendet werden sollte, am 25. Oktober per Regierungsbeschluss angewiesen.
Mit der Proton wurden alle sowjetischen Raumstationen (Saljut, Almas, Mir), das Basismodul Sarja der ISS, die sowjetischen Planetensonden zum Mars (ab Mars-2) und zur Venus (ab Venus-9) sowie die Mondraumschiffe Zond 5 bis 8 im Rahmen des sowjetischen Mondumrundungsprogrammes gestartet. Für eine bemannte Mondlandung war die Nutzlast der Proton jedoch nicht ausreichend.
Seit ihrem Erststart im Jahre 1965 und den in den ersten Einsatzjahren häufigen Fehlstarts hat die Proton umfangreiche Verbesserungen erfahren. Die aktuellen Versionen der Proton-Rakete gehören heute mit den Oberstufen Blok-DM und Bris-M international zu den kostengünstigsten und zuverlässigsten Trägerraketen. Potentiell bedenklich bleibt aus Sicherheits- und Umweltgründen die Verwendung der hypergolen und toxischen Treibstoffkombination 1,1-Dimethylhydrazin/Distickstofftetroxid, die bei Fehlstarts freigesetzt werden kann.
Die Proton ist technisch veraltet und arbeitet mit hochgiftigem Treibstoff. Seit Beginn der 2000er Jahre ist daher geplant, sie durch die neue, leistungsstärkere Angara A5 zu ersetzen. Am 23. Dezember 2014 absolvierte die A5 vom Weltraumbahnhof Plessezk ihren ersten Flug. Der für die 2010er Jahre geplante Vollbetrieb der A5 verschob sich jedoch auf 2025, unter anderem wegen weil noch ein Startplatz am Kosmodrom Wostotschny zu errichten war, da viele Umlaufbahnen von Plessezk aus nicht oder nur mit Kurskorrekturen erreichbar sind.
Um die Wartezeit bis zum operationellen Einsatz der Angara zu überbrücken und dennoch im hart umkämpften kommerziellen Geschäft bleiben zu können, wurde als Zwischenlösung eine Weiterentwicklung der Proton zur Proton-M durchgeführt. Der Preis für einen Start der Rakete dürfte bei etwa 70–80 Millionen US-Dollar liegen. Die internationale Vermarktung erfolgt durch das Konsortium International Launch Services (ILS), dem bis September 2006 auch der US-Luft- und Raumfahrtkonzern Lockheed-Martin angehörte. Seit Mai 2008 liegt die Mehrheit von ILS bei GKNPZ Chrunitschew.
Nach Planungsstand von 2019 sollte die Produktion der Proton 2021 auslaufen und der Betrieb 2025 enden.

## Technik
Je nach Version und Mission hat die Proton drei bis vier Stufen (die Erststartversion war zweistufig) und kann eine bis zu 21 Tonnen schwere Nutzlast in eine erdnahe Umlaufbahn bringen. Die Erststufe mit einer Masse von ca. 450 Tonnen besteht aus einem zentralen Tank mit 4,1 Metern Durchmesser und 21 Metern Länge für den Oxydator Distickstofftetroxid und sechs Außentanks für den Treibstoff UDMH mit einem Durchmesser von 1,6 Metern und je einem daran befestigten Triebwerk RD-253. Die Außentanks haben die Form von Boostern und werden oft für diese gehalten, sind jedoch keine. Diese Bauweise ergab sich, da alle wesentlichen Teile einschließlich des Zentraltanks auf dem Schienennetz transportfähig sein sollten (Begrenzung des Durchmessers wegen Unterführungen und Tunneln). Unter diesen Einschränkungen garantiert der Entwurf mit den sechs Außentanks inklusive der Triebwerke eine optimale Leistungsfähigkeit, lässt aber ähnlich wie bei der R-7 mit ihren strap-on-Boostern keine Nutzlasterweiterung durch Hinzufügen von realen Boostern zu. Die Treibstoffmenge der ersten Stufe ermöglicht eine Brenndauer von etwa 125 Sekunden. Die Zweitstufe mit einer Masse von ca. 135 Tonnen besitzt drei RD-0210-Triebwerke und ein RD-0211-Triebwerk, ist 10,9 Meter lang und liefert einen Vakuumschub von ungefähr 2300 kN. Der Treibstoffvorrat der Zweitstufe ist für eine Brenndauer von etwa 160 Sekunden ausreichend. Die dritte Stufe wird von einem RD-0213-Triebwerk angetrieben – mit einer Leistung von 583 kN. Alle drei Stufen verwenden die hypergole und toxische Treibstoffkombination UDMH und Distickstofftetroxid.
Zum Erreichen von geostationären Umlaufbahnen und zum Starten von interplanetaren Sonden erhält die Proton noch eine zusätzliche vierte Stufe. Der erste Start einer vierstufigen Proton erfolgte am 10. März 1967 im Rahmen des bemannten Mondprogramms. Die vierte Stufe erhielt den Namen Blok-D, in späteren Jahren entstanden durch Verbesserungen mehrere Versionen dieser Stufe, die für verschiedene Nutzlasten ausgelegt sind. Alle Blok-D-Versionen verwenden die Treibstoffkombination RP-1 (eine Kerosinart) und Sauerstoff. Ab 1999 kam eine neue Oberstufe zum Einsatz – die Bris-M, die nun vor allem kommerzielle Nutzlasten in den Weltraum befördert. Diese verwendet wie die ersten drei Stufen der Proton auch die Treibstoffkombination UDMH und Distickstofftetroxid.

### Proton-M

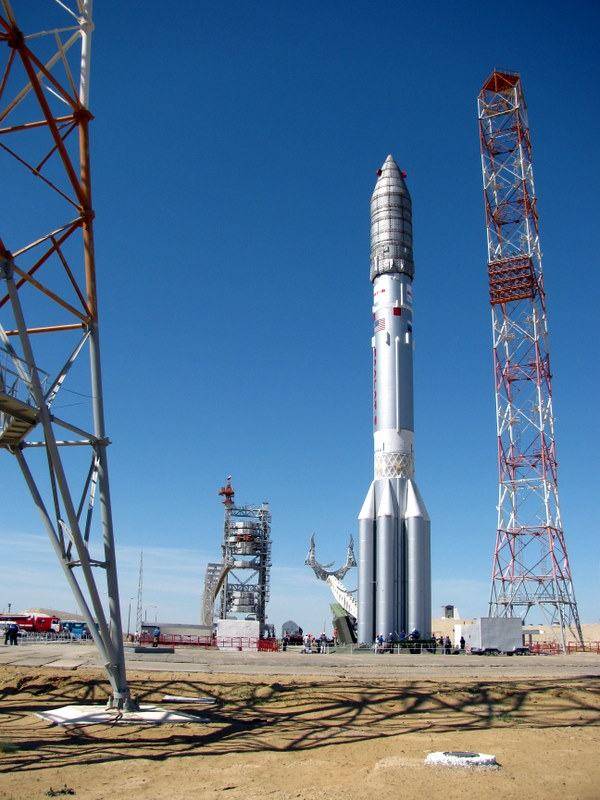
Eine Proton-M-Rakete auf der Startrampe

Schwerpunkt der Weiterentwicklung stellte die Steigerung der Nutzlast, des Nutzlastvolumens und der Flexibilität der Aufstiegsbahnen dar. Im Hintergrund standen auch Aspekte des Konkurrenzkampfes innerhalb der russischen Raumfahrtkonzerne.
Neben der Anwendung der Bris-M-Oberstufe (im Gegensatz zu Blok-DM ebenfalls vom russischen Hersteller GKNPZ Chrunitschew) wurden die Triebwerke der ersten Stufe durch sechs RD-275 mit ca. 7 % mehr Leistung (je 1635 kN Bodenschub) ersetzt. Ein völlig neues digitales Lenksystem (Hersteller Piljugin-Zentrum Moskau) ermöglicht eine bessere Treibstoffausnutzung und variablere Aufstiegsbahnen und ist zudem 200 kg leichter als das bisherige ukrainische, analoge System. Ebenfalls digitalisiert wurde das Telemetriesystem (Produktionsvereinigung für Messtechnik in Koroljow). Nutzlastverkleidungen aus Verbundwerkstoffen stehen in Größen von 13,20 m, 11,60 m und 19,75 m Länge mit 4,35 m und 5 m Durchmesser zur Verfügung.
Die Produktion erfolgt durch den Konzern GKNPZ Chrunitschew in Moskau-Fili, nach einem Bahntransport wird die Endmontage der Rakete im Montagekomplex MIK-92 auf dem Kosmodrom Baikonur durchgeführt. Der Start erfolgt über die Rampen PU-24 und PU-39. Der Erststart der Weiterentwicklung erfolgte am 7. April 2001, nachdem die Bris-M-Oberstufe bereits zuvor in Verbindung mit der älteren Proton-K erfolgreich getestet wurde. Für russische Nutzlasten wurde die Proton-K zeitweilig noch parallel eingesetzt, da sie etwas günstiger als Proton-M war.
Ab 2012 wollte ILS auch Doppelstarts von mittelschweren Satelliten in den geostationäre Transferbahnen mit der Proton durchführen.

### Unfälle
Am 2. Juli 2013 wurde eine Proton-M von Baikonur aus gestartet. Bereits vier Sekunden nach dem Start kam die Rakete vom geplanten Kurs ab. Weniger als dreißig Sekunden nach dem Liftoff schlug die Rakete knapp zwei Kilometer von der Abschussrampe entfernt auf den Boden auf und explodierte. Das Trägersystem und die Nutzlast (drei GLONASS-Satelliten) wurden komplett zerstört.
Die Untersuchung des Unfalls kam zum Ergebnis, dass mutmaßlich falsch eingebaute Winkelgeschwindigkeitssensoren die Ursache des Absturzes waren.
Am 16. Mai 2015 stürzte eine Proton-M Rakete ca. 8 Minuten nach dem Start ab. Nach ersten Angaben schaltete die dritte Stufe auf Grund von verstärkten Vibrationen durch Unwucht einer Turbopumpeneinheit zu früh ab. Die Nutzlast, der mexikanische Kommunikationssatellit MexSat-1, ging verloren.

## Versionen
- Proton: zwei Stufen (Erststart 16. Juli 1965, letzter Start 6. Juli 1966)
- Proton-K: drei Stufen – letzter Start 2000
- Proton-K/Blok-D (D-1, D-2, DM, DM-2, DM-2M, DM5, DM1, DM2, DM3, DM4): vier Stufen (Erststart (Blok-D) 10. März 1967, letzter Start 30. März 2012)
- Proton-K/Bris-M: vier Stufen, Übergangsversion auf Proton-M/Bris-M (Erststart 5. Juli 1999)
- Proton-M: drei Stufen (Erststart 14. März 2016 – derzeit im Einsatz)
- Proton-M/Blok-D (DM-2, DM-03): vier Stufen (Erststart (Blok-DM-2) 25. Dezember 2007 – derzeit im Einsatz)
- Proton-M/Bris-M: vier Stufen (Erststart 7. April 2001 – derzeit im Einsatz). Ab DirecTV 10 in verbesserter Version, wobei sowohl die Proton als auch Bris-M verbessert wurden und diese Kombination nun in der Lage ist 6,3 Tonnen in den GTO zu bringen. Bei der Proton-M wurden die Triebwerke der Erststufe (+12 % Schub) verbessert und die Tankwände dünner gestaltet,[9] weiterhin kommen nun Verbundstoffe zur Reduzierung der Strukturmasse in der Zweit- und Drittstufe zum Einsatz. Bei der Bris-M-Stufe wurden die Druckaufschlagtanks von sechs kleinen auf zwei große umgestellt sowie die Avionik und die Triebwerke geändert.

## Technische Daten
| Kenngröße            | Erststartversion                       | Proton-K                                                      | Proton-M                                                   |
| -------------------- | -------------------------------------- | ------------------------------------------------------------- | ---------------------------------------------------------- |
| GRAU-Index           | 8K82                                   | 8K82K                                                         | 8K82KM                                                     |
| Stufen               | 2                                      | 3 / 4                                                         | 3 / 4                                                      |
| Höhe                 | 32 m                                   | 49 m                                                          | 57,2 m (mit 4. Stufe und Nutzlastverkleidung)              |
| Durchmesser 1. Stufe | 7,4 m (mit Außentanks)                 | 7,4 m (mit Außentanks)                                        | 7,4 m (mit Außentanks)                                     |
| Durchmesser 2. Stufe | 4,1 m                                  | 4,1 m                                                         | 4,1 m                                                      |
| Durchmesser 3. Stufe | –                                      | 4,1 m                                                         | 4,1 m                                                      |
| Durchmesser 4. Stufe | –                                      | 3,7 m (Blok DM)                                               | 4,1 m (Bris-M)                                             |
| Startgewicht         | ca. 585 t (davon ca. 541 t Treibstoff) | ca. 684 t (davon ca. 634 t Treibstoff)                        | ca. 690 t                                                  |
| Startschub           | 8.844 kN                               | 9.500 kN (6 × RD-253)                                         | 9.800 kN (6 × RD-275)                                      |
| Vakuumschub          | 10.020 kN                              |                                                               |                                                            |
| Nutzlast             | ca. 12 t (LEO)                         | ca. 19,76 t (LEO), ca. 4,8 t (interplanetar), ca. 6,2 t (GTO) | ca. 21 t (LEO), ca. 4,8 t (interplanetar), ca. 6,3 t (GTO) |
| Treibstoff           | UDMH/Distickstofftetroxid              | UDMH/Distickstofftetroxid (Blok-DM: RP-1/LOX)                 | UDMH/Distickstofftetroxid                                  |

## Startliste
- Liste der Proton-Raketenstarts